# Mechthild Fend
Mechthild Fend ist eine deutsche Kunsthistorikerin und Hochschullehrerin.

## Werdegang
Fend studierte an der Universität Hamburg und promovierte 1998 an der Johann Wolfgang Goethe-Universität Frankfurt am Main.
Von 2000 bis 2001 war Mechthild Fend Stipendiatin der Getty Foundation. Am Max-Planck-Institut für Wissenschaftsgeschichte in Berlin war sie von 2001 bis 2005 tätig. Nach einem Jahr am Institute for Advanced Study in Princeton, seit 2006, ist sie am Institut für Kunstgeschichte des University College London.
Nach dieser Zeit in England kam sie zur Goethe Uni Frankfurt.
Im Zentrum der Forschung von Mechthild Fend stehen Darstellungen der menschlichen Haut, des Inkarnats.

## Veröffentlichungen (Auswahl)
Aufsätze
- Portraying Skin Disease. Robert Carswell’s dermatological watercolours. In: Kevin Siena und Jonathan Reinarz (Hrsg.): A Medical History of skin. Scratching the surface. Pickering and Chatto, London 2013, ISBN 978-1-84893-413-9, S. 147–164.
- Haut wie weicher Marmor. Die Frauenporträts von Jean-Auguste-Dominique Ingres. In: Oliver Jehle und Sabine Slanina (Hrsg.): Ähnlichkeit und Entstellung. Entgrenzungstendenzen des Porträts. Deutscher Kunstverlag, Berlin 2010, ISBN 978-3-422-06703-5, S. 95–112.
- Transplantations, Emblems of Durability. Preserves, Tattoos and Photographs. In: Performance Research. A journal of performing arts / Special Issue, Bd. 14(2009), Heft 4, S. 45–52, ISSN 1352-8165
- Knochen und Kontur. Zur Körpergrenze in der Künstleranatomie des 19. Jahrhunderts. In: Bildwelten des Wissens. Kunsthistorisches Jahrbuch für Bildkritik, Bd. 7 2008, S. 79–89, ISSN 1611-2512

Bücher
- zusammen mit Daniela Bohde (Hrsg.): Weder Haut noch Fleisch. Das Inkarnat in der Kunstgeschichte (Neue Frankfurter Forschungen zur Kunst; Bd. 3). Verlag Gebr. Mann, Berlin 2007, ISBN 978-3-7861-2545-7.
- zusammen mit Marianne Koos (Hrsg.): Männlichkeit im Blick. Visuelle Inszenierungen seit der Frühen Neuzeit (Literatur, Kultur, Geschlecht/Große Reihe; BD. 30). Böhlau, Köln 2004, ISBN 978-3-412-07204-9.
- Grenzen der Männlichkeit. Der Androgyn in der französischen Kunst und Kunsttheorie 1750–1830. Reimer, Berlin 2003, ISBN 978-3-496-01286-3 (zugl. Dissertation, Universität Frankfurt/M. 1997)[5]